# Curling az 1992. évi téli olimpiai játékokon
Az 1992. évi téli olimpiai játékokon a curling bemutató sportágként szerepelt. A tornákat február 8. és 23. között rendezték meg.

## Éremtáblázat
(Az egyes számoszlopok legmagasabb értéke, vagy értékei vastagítással kiemelve.)
| Az 1992. évi téli olimpiai játékok éremtáblázata curlingben | Az 1992. évi téli olimpiai játékok éremtáblázata curlingben | Az 1992. évi téli olimpiai játékok éremtáblázata curlingben | Az 1992. évi téli olimpiai játékok éremtáblázata curlingben | Az 1992. évi téli olimpiai játékok éremtáblázata curlingben | Olimpia  |
|                                                             | Nemzet                                                      | Arany                                                       | Ezüst                                                       | Bronz                                                       | Összesen |
| 1.                                                          | Svájc (SUI)                                                 | 1                                                           | 0                                                           | 0                                                           | 1        |
| 1.                                                          | Németország (GER)                                           | 1                                                           | 0                                                           | 0                                                           | 1        |
|                                                             |                                                             |                                                             |                                                             |                                                             |          |
| 3.                                                          | Norvégia (NOR)                                              | 0                                                           | 2                                                           | 0                                                           | 2        |
|                                                             |                                                             |                                                             |                                                             |                                                             |          |
| 4.                                                          | Egyesült Államok (USA)                                      | 0                                                           | 0                                                           | 1                                                           | 1        |
| 4.                                                          | Kanada (CAN)                                                | 0                                                           | 0                                                           | 1                                                           | 1        |
|                                                             |                                                             |                                                             |                                                             |                                                             |          |
| Összesen                                                    | Összesen                                                    | 2                                                           | 2                                                           | 2                                                           | 6        |

## Érmesek

### Férfi torna
| Az 1992. évi téli olimpiai játékok érmesei férfi curlingben    | Az 1992. évi téli olimpiai játékok érmesei férfi curlingben                    | Az 1992. évi téli olimpiai játékok érmesei férfi curlingben     | Az 1992. évi téli olimpiai játékok érmesei férfi curlingben |
| -------------------------------------------------------------- | ------------------------------------------------------------------------------ | --------------------------------------------------------------- | ----------------------------------------------------------- |
| Arany                                                          | Ezüst                                                                          | Bronz                                                           |                                                             |
| Svájc (SUI)                                                    | Norvégia (NOR)                                                                 | Egyesült Államok (USA)                                          |                                                             |
| Urs Dick Jürgen Dick Robert Hürlimann Thomas Kläy Peter Däppen | Tormod Andreassen Stig-Arne Gunnestad Flemming Davanger Kjell Berg Pål Trulsen | Bud Somerville Tim Somerville Mike Strum Bill Strum Bob Nichols |                                                             |

### Női torna
| Az 1992. évi téli olimpiai játékok érmesei női curlingben                   | Az 1992. évi téli olimpiai játékok érmesei női curlingben                | Az 1992. évi téli olimpiai játékok érmesei női curlingben                | Az 1992. évi téli olimpiai játékok érmesei női curlingben |
| --------------------------------------------------------------------------- | ------------------------------------------------------------------------ | ------------------------------------------------------------------------ | --------------------------------------------------------- |
| Arany                                                                       | Ezüst                                                                    | Bronz                                                                    |                                                           |
| Németország (GER)                                                           | Norvégia (NOR)                                                           | Kanada (CAN)                                                             |                                                           |
| Andrea Schöpp Stephanie Mayer Monika Wagner Sabine Huth Christiane Scheibel | Dordi Nordby Hanne Pettersen Mette Halvorsen Anne Jøtun Marianne Aspelin | Julie Sutton Jodie Sutton Melissa Soligo Karri Wilms Elaine Dagg-Jackson |                                                           |